# E4 (TV-program)
E4 var ett TV-program som sändes i 12 avsnitt, SVT2 hösten 2005. Programledarna Mari Siukonen och Eija Sarinko reste på E4 från Helsingborg till Haparanda. På vägen stannade till de i olika städer och intervjuade folk. I varje avsnitt liftade mer eller mindre kända finländare verksamma i Sverige, till exempel Yrsa Stenius, Jarmo Mäkinen eller Lennart Koskinen och pratade om sina liv. Programmet sändes på finska men textat på svenska.